# American Fork
American Fork är en stad i Utah County i den amerikanska delstaten Utah med en yta av 23,9 km² och en folkmängd, som uppgår till 26 262 invånare (2010).

## Kända personer födda i American Fork
- Gary Herbert, politiker, guvernör i Utah 2009-